# Argyrosticta fulgida
Argyrosticta fulgida är en fjärilsart som beskrevs av Felder 1874. Argyrosticta fulgida ingår i släktet Argyrosticta och familjen nattflyn. Inga underarter finns listade i Catalogue of Life.